# 劉大謨 (正德進士)
劉大謨（1476年—1543年），字遠夫，號東阜，河南开封府仪封县人。明朝政治人物、進士出身。

## 生平
治《詩經》，由國子生中式弘治十一年（1498年）戊午科河南鄉試第十九名舉人，年三十三歲中式正德三年（1508年）戊辰科會試第三百二十名，第二甲第十一名進士。授户部廣西司主事，五年三月迁广东道监察御史，七年巡按辽东，被镇守太监岑章弹劾，被下诏狱，八年謫陕西隆德县典史，未幾，量移蒲城县知县，十年晋凤阳府同知，十一年升任浙江按察司佥事，分巡金衢道。正德十六年六月，升任陕西按察司副使。嘉靖二年十二月，升任四川布政使司左参政，分守川南川東二道，四年充四川乡试提调官。五年春丁母忧归。嘉靖七年除服赴部，十二月升任都察院右佥都御史、提督雁门等关兼山西巡抚，八年六月因与督储参议魏纶发生争端，被勒令致仕。十九年三月起任四川巡抚，二十二年十二月以采木工完，升左副都御史，仍巡抚四川，不久病卒，享年六十八，上恤其劳，诏赐三品祭葬。大谟曾聘杨名、杨慎、王元正等修嘉靖《四川通志》八十卷。

## 家族
曾祖劉海。祖劉澄，将仕郎。父劉愷（1451年-1537年），字邦傑，號霜筠，黎城县学教谕，封廣東道監察御史。母扈氏，封孺人，贈恭人。具庆下。